# 黄奇帆
黄奇帆（1952年5月1日— ），浙江诸暨人；原上海机械学院仪器仪表系毕业，中欧国际工商学院工商管理硕士，研究员。1976年3月加入中国共产党。曾任中共重庆市委副书记，重庆市人民政府市长、党组书记，中共重庆市委企业工委书记。中国共产党第十八届中央委员会委员、第五届重庆市政协委员。

## 早年经历
在16岁受文化大革命的影响，黄奇帆被迫辍学，到当时的上海市焦化厂焦炉车间当了一名普通工人。由于工作表现好，1974年他被推荐到原上海机械学院（今上海理工大学）仪器仪表系自动化仪表专业学习，成为了一名“工农兵学员”。1977年大学毕业后，黄奇帆又回到上海焦化厂，在设备科任技术员。后来，他又升任助理工程师、工程师等职。1983年7月，他被提升为上海市焦化厂副厂长，时年31岁。

## 从政生涯
自1983年12月，黄奇帆进入上海市党政机关工作，并由此步入政界。他曾历任上海市经委综合规划室副主任，市经济咨讯中心主任，上海市第六届青年联合会副主席，浦东开发办公室副主任，浦东新区管委会副主任等职。自1995年起，黄奇帆更是身兼中共上海市委副秘书长，和市政府副秘書長的双重职务。其间，他曾兼任市委研究室主任、市体改委副主任、市经委主任、市工业工作党委副书记等职。有媒体认为，在1998年上海本地股重组工作中，黄奇帆曾做出不小的贡献，曾创造性地推出了“净壳”概念。他虽然没有直接领导证券工作的经历，但对资本运作却经验丰富。1999年，他还在中欧国际工商学院在职高层管理人员工商管理硕士课程班，获得工商管理硕士学位。
2001年10月，黄奇帆转任重庆市副市长；次年5月，又当选第二届中共重庆市委常委。自2002年10月起，他一直担任中共重庆市委常委，市政府副市长、党组副书记的职务，主要分管工业、教育、财税、金融等方面的工作。
2004年中国股市频创新低，外界有传言，黄奇帆有可能会代替尚福林出任中国证监会主席的职务。重庆市政府的官员还曾出来辟谣。进入2008年后，中国股市再次大幅下挫，民间对于尚福林即将下台的消息又开始流传，而黄奇帆则一直被视为是最佳继任者。
2009年11月30日，中共中央任命黄奇帆为中共重庆市委副书记，提名黄奇帆为重庆市市长候选人，2010年1月當選市長。2013年1月31日，黄奇帆在重庆市四届人大一次会议上，如外界预期再次当选为重庆市人民政府市长，晋升正部级。2015年9月，陪同中华人民共和国主席习近平访问美国。2016年12月30日，重庆市四届人大常委会第三十二次会议经表决决定接受黄奇帆辞去重庆市人民政府市长职务的请求，在其任内重庆的GDP增长速度在全国领先，而且房价得到了有效的控制，据报道黄奇帆的工作得到了党中央与市委书记孙政才的高度评价。2017年2月24日，黄出任全国人大财经委员会副主任委员。2018年1月当选第五届重庆市政协委员。

## 言論
在香港社會動蕩，經濟下行，曾任重慶市長、目前為中國國際經濟交流中心副理事長的黃奇帆在一次主題為《新時代中國開放新格局、新趨勢和中美貿易摩擦》的演講中，提到了香港存在的意義不能用GDP來衡量。并從海外投資和貿易的例子證明香港對中國大陸的重要性，最後總結時呼籲不要有「中央現在看香港亂了，覺得香港不行了，就要用深圳去取代它」的想法。
在2022年5月14日的五道口金融论坛上，黄奇帆分析了当时资本市场现状并提出应减少人民币汇率干预，健全金融体系，推动建立法制化现代企业制度，通过市场经济优化资源配置，保证民众投资渠道，改善二次分配合理性等六条意见，与当时中国政府实施的增强政府管制的经济政策相悖。
5月16日，中共中央办公厅印发《关于加强新时代离退休干部党员的建设工作的意见》，要求离休干部不得妄议党中央大政方针。

## 相关人物
- 吴邦国、黄菊，黄奇帆在上海任职时期的中共上海市委书记。
- 薄熙来、张德江、孙政才，黄奇帆在重庆任市长时的中共重庆市委书记。